# بوليدامنا
بوليدامنا (Πολύδαμνα) شخصية ذكرت في الميثولوجيا الإغريقية.
ذكرت بوليدامنا في أوديسة هوميروس، وهي حسبما ورد زوجة «ثون» أو كما اشتهر «ثون المصري»، نسبة إلى تراثه المصري. وكلاهما من مصر القديمة. أعطت بوليدامنا هيلين زوجة مينلاوس دواءً له قوة على سرقة التظلم والغضب من كل ذكرياتها المؤلمة وقد استخدمته هيلين مع النبيذ الذي شربه كل من تليماخوس ومينلاوس.